# Wanderungen durch die DDR
Wanderungen durch die DDR war eine deutsche Fernsehdokumentation.
Sie wurde von 1983 bis 1987 ausgestrahlt.
Ihre Premiere hatte sie am 16. August 1983 im Westdeutschen Fernsehen.
Das Besondere war, dass die westdeutschen Fernsehteams vor Ort filmten, was die Authentizität erhöhte. Zudem entstand ein recht eindrucksvolles Bild der damaligen Verhältnisse im „anderen Deutschland“.